# 平野ルナ
平野 ルナ（ひらの ルナ、1999年10月19日 - ）は、東京都練馬区出身の女性オートバイレーサー。

## 経歴
2006年、ポケバイに乗り始め、2010年全日本ポケバイ選手権フレッシュマン、2011年には同選手権ノービスノーマルで優勝。
2013年、ミニバイクへステップアップし、桶川スポーツランド関東ロードミニ選手権に参戦。
2014年、CBR250R DREAM CUPへステップアップし、桶川スポーツランド年間ランキング1位を獲得。
2015年、CBR250R DREAM CUP グランドチャンピオンシップ3位、同選手権筑波サーキット年間ランキング16位、ツインリンクもてぎ年間ランキング10位を記録。
2016年、ST600クラスへステップアップし、筑波ロード選手権ST600クラス年間ランキング9位（最高位6位）、鈴鹿サンデーロードレース選手権第52回NGK杯 ST600 9位。
2017年、筑波ロード選手権ST600クラス年間ランキング4位 （優勝2回）、もてぎロード選手権ST600クラス年間ランキング6位（優勝1回）、鈴鹿4時間耐久ロードレースST600クラス総合14位（国内クラス7位）。
2018年、TEAM ENDLESS by SHANTI SSMから全日本ロードレース選手権ST600クラスにフル参戦し、年間ランキング30位（最高位18位）。
2019年、TransMapRacingへ移籍し、全日本ロードレース選手権ST600クラスにフル参戦すると同時に、鈴鹿8時間耐久ロードレースにも参戦。
2020年、TransMapRacing2年目を迎え、年間ランキング30位（最高位20位）。
2021年、TransMapRacing3年目を迎えるが、第4戦筑波で転倒し怪我を負った為、残りの全レース欠場を余儀なくされた。
2024年、FIM女子世界選手権に参戦。

## レース戦績
- 2018年 - 全日本ロードレース選手権ST600クラス ランキング30位（ホンダ・CBR600RR）
- 2019年 - 全日本ロードレース選手権ST600クラス参戦（ヤマハ・YZF-R6）
- 2020年 - 全日本ロードレース選手権ST600クラス ランキング30位（ヤマハ・YZF-R6）
- 2021年 - 全日本ロードレース選手権ST600クラス参戦（ヤマハ・YZF-R6）
- 2022年 - 全日本ロードレース選手権ST600クラス参戦（ヤマハ・YZF-R6）
- 2023年 - 全日本ロードレース選手権ST600クラス参戦（ヤマハ・YZF-R6）

### FIM女子世界選手権
- ボールド体のレースはポールポジション、イタリック体のレースはファステストラップを記録。

| 年     | バイク | 1       | 2       | 3       | 4      | 5       | 6       | 7       | 8        | 9       | 10      | 11      | 12      | 順位 | ポイント |
| ------ | ------ | ------- | ------- | ------- | ------ | ------- | ------- | ------- | -------- | ------- | ------- | ------- | ------- | ---- | -------- |
| 2024年 | YZF-R7 | MIS1 14 | MIS2 16 | DON1 14 | DON2 9 | ARG1 17 | ARG2 18 | CRE1 14 | CRE2 Ret | EST1 20 | EST2 19 | JER1 19 | JER2 22 | 23位 | 13       |